# Gynogenèse
La gynogenèse (ou pseudogynèse en botanique), une forme de parthénogenèse, est un système de reproduction asexuée qui n'implique pas d'héritage masculin.

## Définition
La gynogenèse, une forme de parthénogenèse, est un système de reproduction asexuée. La spécificité de cette parthénogenèse est que l'ovule doit être stimulé par la présence de spermatozoïdes pour se développer. Cependant, ils ne contribuent pas au matériel génétique de la progéniture (clonage). L'activation de leurs œufs nécessite un accouplement avec les mâles d'une espèce étroitement liée pour le stimulus nécessaire.
La gynogenèse peut être totale, systématique, ou alors partielle et facultative en alternance avec une reproduction sexuée. Pour ce dernier cas, elle peut être par exemple cyclique selon la saison dans le cas des guêpes biliaires, aphid. Ou encore, elle peut être liée à des conditions qui favorisent une croissance rapide de la population (chez les rotifères et cladocera comme Daphnia)[réf. nécessaire].
Chez les plantes, elle est dite pseudogynèse et le processus de reproduction nécessite une pollinisation sans héritage masculin. Le terme utilisé dans un sens restrictif désigne les types d'agamospermie dans lesquels l'endosperme est fécondé mais l'embryon ne l'est pas (pseudogamous apomixis),. En ce sens restrictif, on préfère alors le terme centrogamie.
Chez les animaux et les insectes, la gynogenèse nécessite en plus de l'ovule la présence de spermatozoïdes sans la contribution réelle de son ADN pour son achèvement. En effet, l'ADN paternel se dissout ou est détruit avant de pouvoir fusionner avec l'ovule. L’ovule de l’organisme est capable de se développer, non fécondé, pour devenir un adulte en utilisant uniquement le matériel génétique maternel.
La gynogenèse est parfois qualifiée de « parasitisme des spermatozoïdes » en référence au rôle très secondaire des gamètes mâles.
Les espèces gynogénétiques, « gynogènes » en abrégé, sont unisexuées, ce qui signifie qu'elles doivent s'accoupler avec des mâles d'une espèce étroitement apparentée qui se reproduit normalement sexuellement. 
La gynogenèse est un système d'accouplement désavantageux pour les mâles, car ils sont incapables de transmettre leur ADN. La question de savoir pourquoi ce mode de reproduction existe, étant donné qu’il semble combiner les inconvénients de la reproduction asexuée et sexuée, reste entière dans le domaine de la biologie évolutive. L'équivalent masculin de ce processus est l'androgenèse où le père est le seul contributeur d'ADN. 

## Exemples

### Poissons et amphibiens
La plupart des espèces gynogénétiques appartiennent aux groupes taxonomiques des poissons et des amphibiens. 

#### Mollie amazonienne

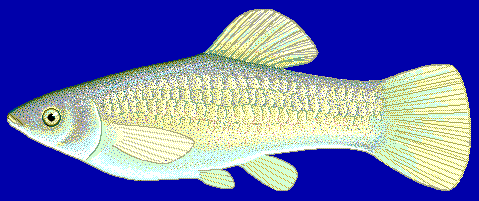
La mollie amazonienne

Les mollies amazoniennes (Poecilia formosa) ont besoin des spermatozoïdes d'un mâle étroitement apparenté Poecilia latipinna pour s'engager dans la gynogenèse. Des recherches ont montré que les mâles de P. latipinna préfèrent s'accoupler avec des femelles de leur propre espèce, possiblement en raison du désavantage évoqué précédemment pour les mâles lors de l'accouplement avec des gynogènes. Cela pose un problème pour P. formosa, car elles doivent rivaliser pour les mâles ayant une population préférée. Cependant, les P. formosa qui réussissent à trouver un partenaire compensent le déficit en produisant deux fois plus de descendants femelles que leurs concurrentes.

#### Carassin argenté

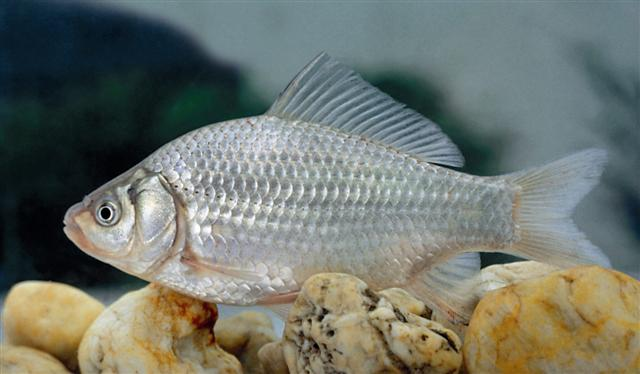
Carassin argenté

Le carassin argenté (Carassius gibelio), dite carpe prussienne, à la suite d'une forte disparition des mâles de son espèce (25 % de l'effectif environ) a développé un second mode de reproduction gynogénétique, devenu son mode de reproduction principal. Il se reproduit à l'aide des espèces parentes le Carassius carassius et le Carassius auratus, une reproduction qui est facilitée par des femelles triploïde (3n chromosomes). Il est considéré comme espèce envahissante interdite en Ontario. En effet, la gynogenèse permet aux femelles de frayer jusqu'à trois fois par an,.

#### Salamandres

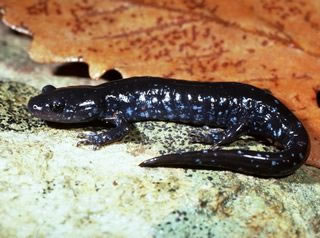
Salamandre Ambystoma platineum

Ambystoma platineum, une espèce de salamandre taupe unisexuée, est le résultat de l'hybridation d'Ambystoma jeffersonianum et d'A. laterale se reproduisant sexuellement. Cette espèce semble être gynogénétique depuis plus d'un million d'années. L'espèce d'A. platineum vit très souvent à proximité d'une de ces espèces parentes pour assurer une possible reproduction de son espèce. Le succès de leur reproduction vient d'une fécondation rare des œufs par les mâles introduisant de nouveaux matériaux dans le pool génétique qui peut résulter d'un seul accouplement sur un million.

### Reptiles

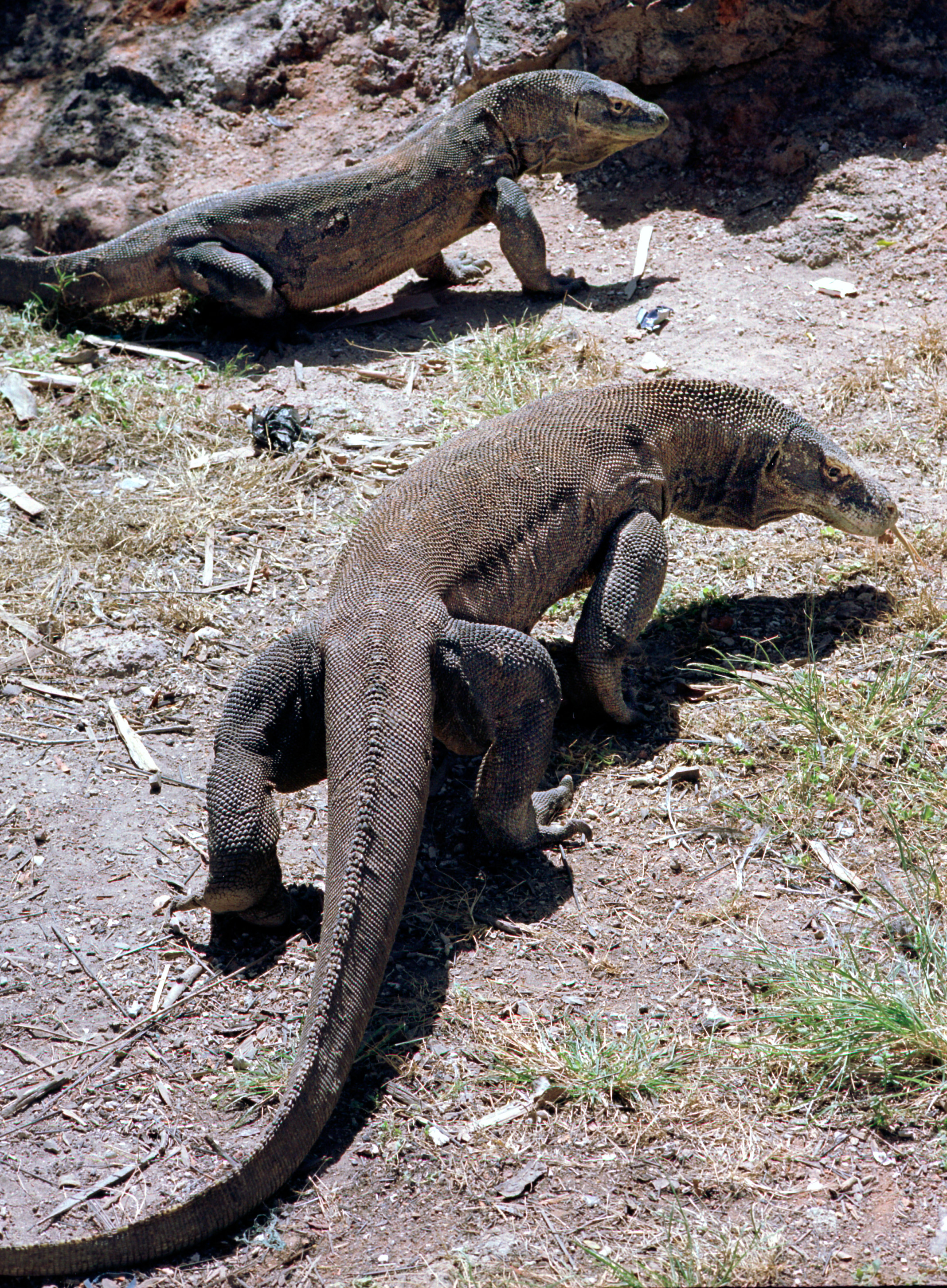
Dragon de Komodo

Le dragon de Komodo est le varan le plus connu pour sa taille (environ 3 mètres de long et 90 kg) et pour sa reproduction gynogénétique. Son système d'autofertilisation a permis la reproduction de cette espèce vulnérable (braconnage, environnement brûlé et défriché). La femelle peut avoir une reproduction sexuée ou asexuée et dans ce deuxième cas, elle possède tout le matériel génétique permettant la création d'embryons viables. Une spécificité cependant, la progéniture est exclusivement masculine. C'est un avantage évolutif qui permet à la femelle en absence de mâles d'avoir des juvéniles mâles parthénogéniques et une fois plus âgés pourront devenir ses partenaires malgré la faible diversité génétique.

### Insectes
Les insectes présentent une large variété de mécanismes de gynogénèse avec une progéniture des deux sexes ou uniquement femelles (thelytoky, par exemple, pucerons et quelques hyménoptères). La pure gynogénèse existe avec des ovules pouvant être produits sans méiose (apomictiquement) ou par d'autres mécanismes automictiques[réf. nécessaire].
Il existe des phénomènes connexes. Tout d'abord, l'hermaphrodisme où les ovules et spermatozoïdes sont produits par un même individu (par exemple chez 3 espèces d'Icerya), mais il ne s'agit pas de parthénogénèse. Également, la polyembryonie est un processus qui produit plusieurs descendants clonaires à partir d'un seul œuf. Ce phénomène, qui existe par ailleurs dans de nombreux taxa, a notamment émergé de façon indépendante dans 4 familles de guêpes parasitoïdes .

#### Phasmes, mouches, cochenilles et bactéries

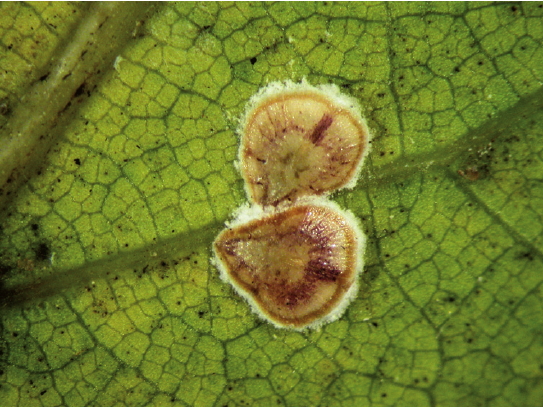
Cochenille

Chez les espèces automictiques, la progéniture peut être haploïde ou diploïde. Les diploides sont produits par doublement ou fusion des gamètes après la méiose. La fusion est observée dans les phasmes (Phasmatodea), Hemiptera (Aleurode et Coccidae), Diptera et quelques Hyménoptères.
Des bactéries parasites comme Wolbachia ont été notées pour induire le sytoky automictique chez de nombreuses espèces d'insectes avec des systèmes haplodiploides. Ils provoquent également la duplication des gamètes dans les œufs non fécondés, les faisant se développer en descendants femelles.

#### Fourmis, abeilles et galles
Quelques fourmis et abeilles sont capables de produire des progénitures femelles diploïdes parthénogénétiquement. Il s'agit notamment d'une sous-espèce d'abeille d'Afrique du Sud, d'Apis mellifera capensis, où les travailleurs sont capables de produire des œufs diploïdes parthénogénétiquement, et de remplacer la reine si elle meurt ; d'autres exemples incluent certaines espèces de petites abeilles charpentières (par exemple Ceratina). De nombreuses guêpes parasitaires sont connues pour être parthénogénétiques, parfois en raison d'infections par Wolbachia.

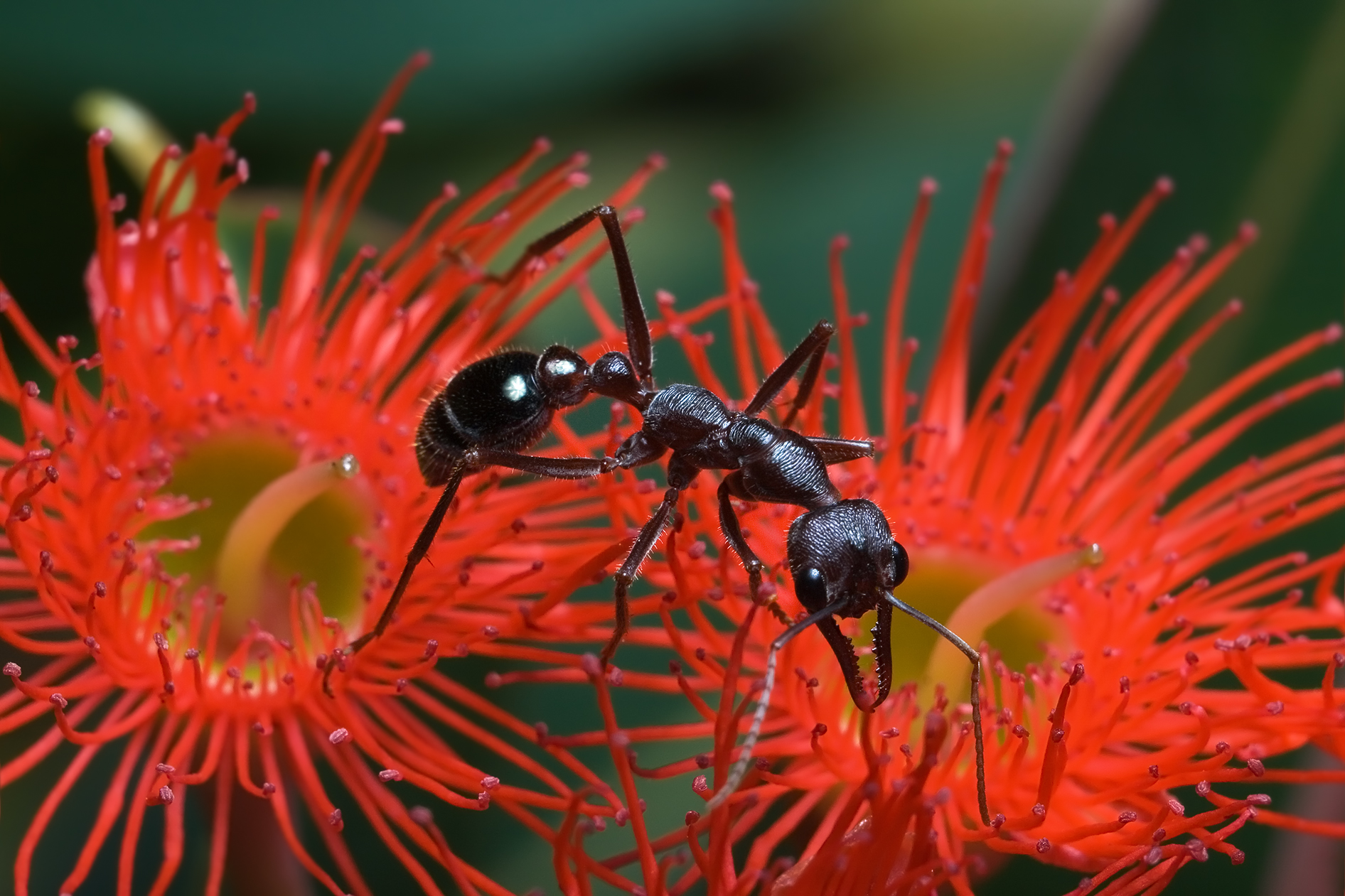
Fourmi Myrmecia

L'espèce de fourmi Myrmecia impaternata est exclusivement femelle, son origine hybride remontant à Myrmecia banksi et Myrmecia pilosula. Chez les espèces de fourmis, le sexe est déterminé par le système haplodiploïdique, où les œufs non fécondés donnent des mâles haploïdes et les œufs fécondés donnent des femelles diploïdes. Chez cette espèce, la reine se reproduit par interaction sexuelle, mais pas par fécondation, avec des mâles allospécifiques élevés à partir d'œufs « impaternés » (sans père) dans des nids impermés.
Les ouvriers de cinq espèces de fourmis et les reines dans certaines fourmis sont connus pour se reproduire par parthénogénèse. Dans le curseur de Cataglyphis, une fourmitone de formicinae européenne, les reines et les ouvriers peuvent produire de nouvelles reines par parthénogenèse alors que les travailleurs sont produits sexuellement.

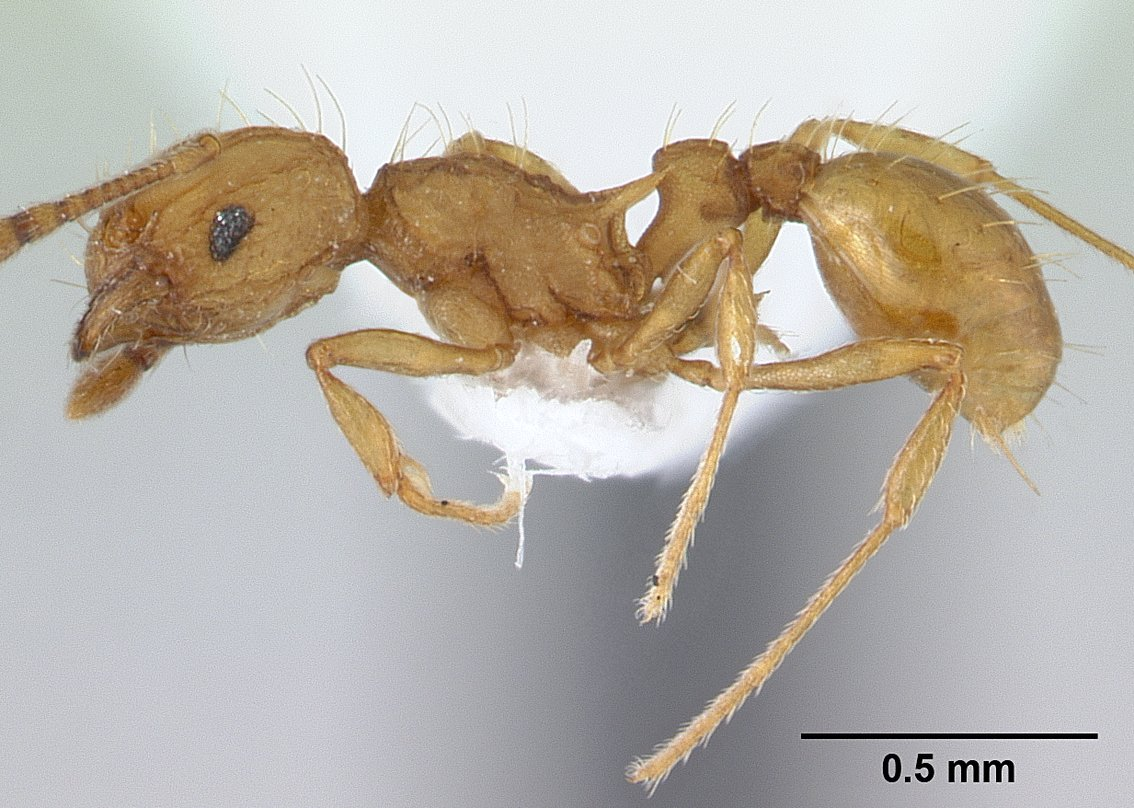
Fourmi Wasmannia auropunctata

Dans les fourmis électriques d'Amérique centrale et sud-américaine, Wasmannia auropunctata, les reines produisent plus de reines par le biais de parthénogénèse automictique avec la fusion centrale. Les travailleurs stériles sont généralement produits à partir d'œufs fécondés par des êtres humains. Dans certains des œufs fécondés par les mâles, cependant, la fécondation peut provoquer l'ablation du matériel génétique femelle à partir du zygote. De cette façon, les mâles ne transmettent que leurs gènes pour donner une progéniture mâle fertile (clône). C'est le premier exemple reconnu d'espèces animales où les femelles et les mâles peuvent se reproduire chacun séparément comme deux espèces différentes, ce qui entraîne une séparation complète des pools de gènes mâles et femelles. En conséquence, les mâles n'auront que des pères et les femelles que des mères, tandis que les travailleurs stériles sont les seuls avec les deux parents des deux sexes.

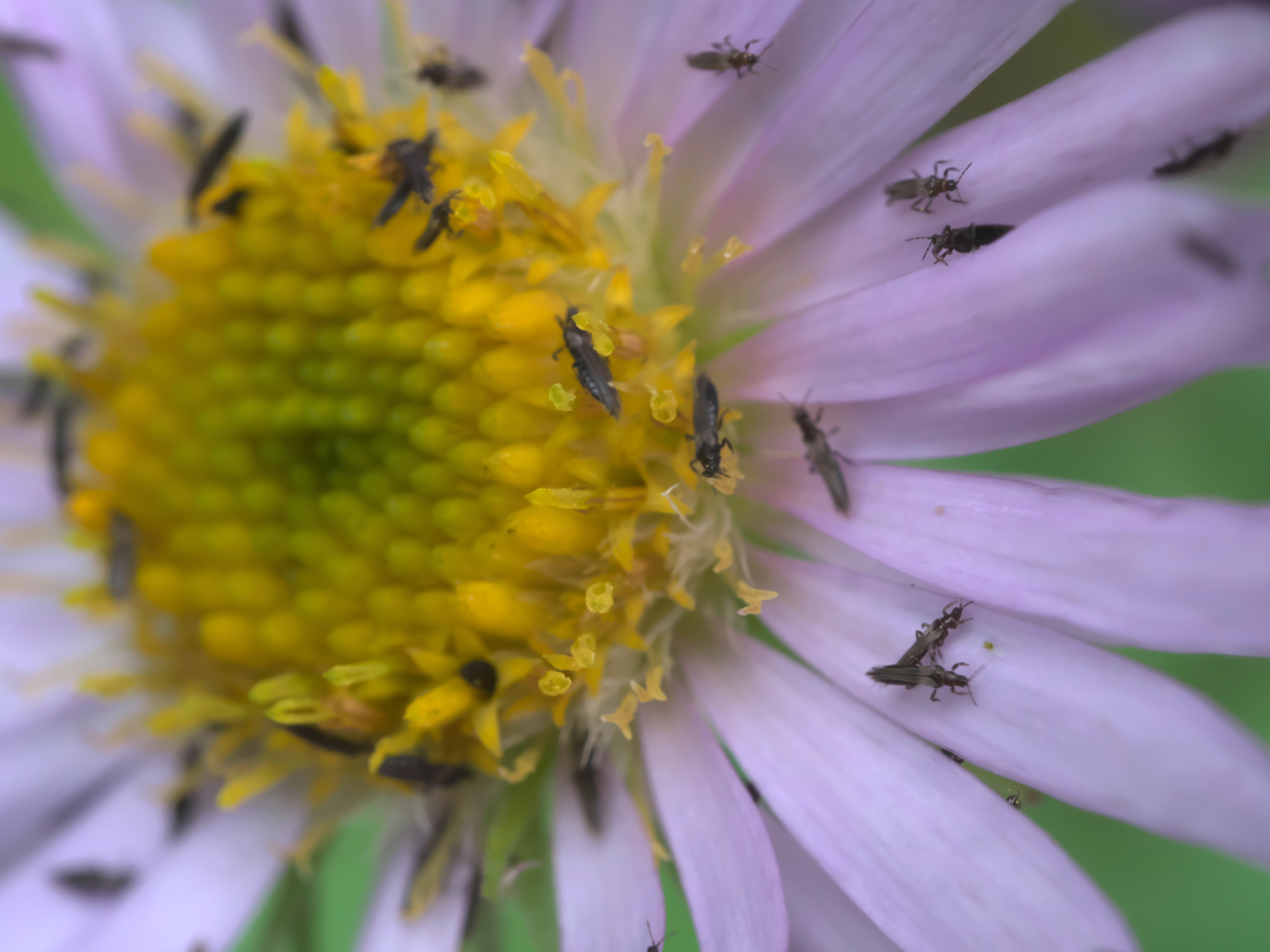
Thrips

D'autres exemples de parthénogenèse des insectes peuvent être trouvés dans les pucerons formant la galle (par exemple, Pemphigus betae), où les femelles se reproduisent parthénogénétiquement pendant la phase de formation de gallage de leur cycle de vie et dans les thrips d'herbe. Dans le genre des thrips d'herbe, malgré le nombre très limité d'espèces dans le genre, plusieurs transitions vers l'asexualité ont été marquées.

### Vers plats

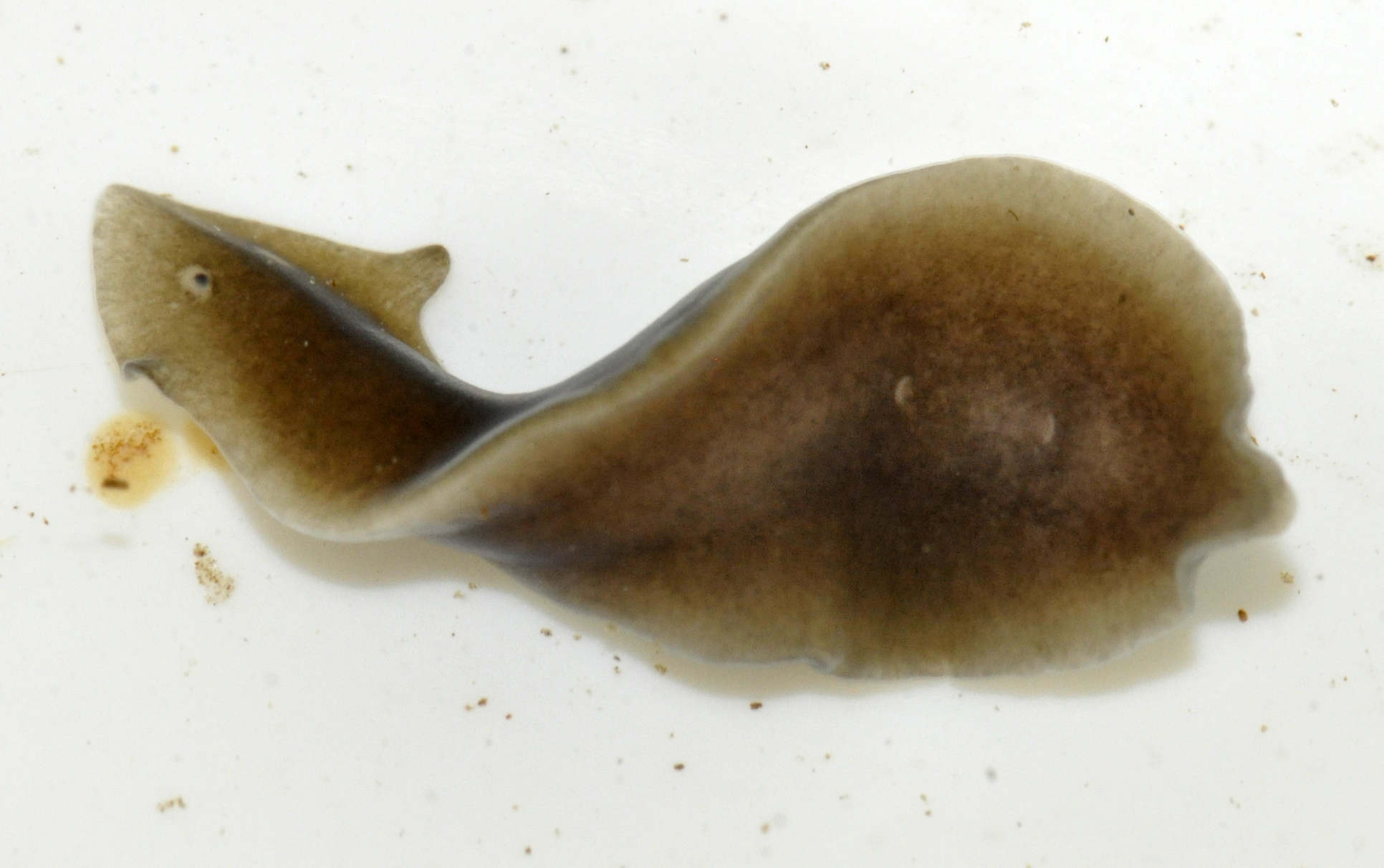
Vers plats Dugesia

Au moins deux espèces de Dugesia (vers plats dans la subdivision de Turbellaria du phylum Platyhelminthes) comprennent des individus polyploïdes qui se reproduisent par parthénogenèse gynogénétique avec reproduction sexuée. Un cycle complexe d'accouplements entre les individus parthénogénétiques sexuels diploïdes et polyploïdes produit de nouvelles lignées.

### Plantes
Chez les plantes à fleurs, l'apomixie dite pseudogame (et non autonome) par l'angiosperme permet la reproduction asexuée à travers les graines et sans matériel génétique masculin. Les apomixictes sont à ce titre comme des micro-espèces. Nombre de ces plantes nécessite alors une fertilisation pour produire l'endosperme de la graine. Dans le cas où l'espèce développe l'endosperme de manière autonome, la pollinisation avec le pollen peut être compatible,.

## Origine évolutive
Deux voies évolutives peuvent être envisagées pour expliquer comment et pourquoi l'arrivée de la gynogenèse chez une espèce :
- le cheminement en une seule étape implique de multiples changements se produisant simultanément : la méiose doit être interrompue, les gamètes mâles éradiqués et une formation de genre unisexué doit apparaître[6] ;
- la deuxième option implique plusieurs étapes : une génération sexuée se forme avec un sex-ratio fortement biaisé, et du fait de la règle de Haldane l'espèce évolue vers une perte de sexualité et une sélection préférentielle vers le gynogène[6].

Les expérimentateurs qui ont tenté sans succès d'induire Poecilia formosa en laboratoire en hybridant ses ancêtres génétiques ont conclu que l'origine évolutive de P. formosa ne résultait pas de la simple hybridation de deux génomes spécifiques, mais du mouvement de certains allèles à certains locus qui ont abouti à ce résultat d'un changement évolutif vers l’unisexualité. 

## Voir également
- Klepton
- Hybridogenèse chez les grenouilles d'eau
- Hétérosexualité